# François Myron
François Myron (Miron), seigneur de Villeneuve, fut maire de Nantes de 1578 à 1579. Il était connétable de la milice bourgeoise.

## Biographie
François Miron est le fils de François Miron, seigneur de Beauvoir et de Linières, premier médecin des rois de Henri II, François II et Charles IX, et de Geneviève de Morvilliers.
Marié à Renée de Chefdebien, il est le beau-père de Claude Gouffier, comte de Caravas, de Charles Hué, baron de Courson, de Charles Le Comte de Montauglan, de  Charles Rassent d'Archelles  et de  Trajan de La Coussaye de la Porte.